# Bureau des affaires indiennes des États confédérés
Le bureau des affaires indiennes des États confédérés est une subdivision du département de la Guerre des États confédérés, créé en 1861 pour gérer les services dont le département de la Guerre est responsable au sujet des relations entre de la Confédération et les diverses nations indiennes avec laquelle elle interagit.

## Commissaires du bureau

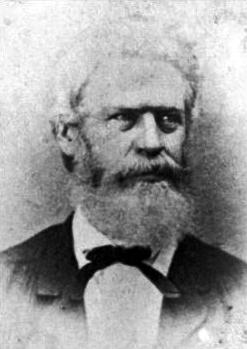
Douglas Hancock Cooper

- David Hubbard (15 mars 1861 - 7 avril 1862)
- Sutton S. Scott (8 avril 1862 - 1863)
- David Hubbard (1863 - 21 février 1865)
- Brigadier général Douglas H. Cooper (21 février 1865 - avril 1865)

## Commandants du département du territoire indien

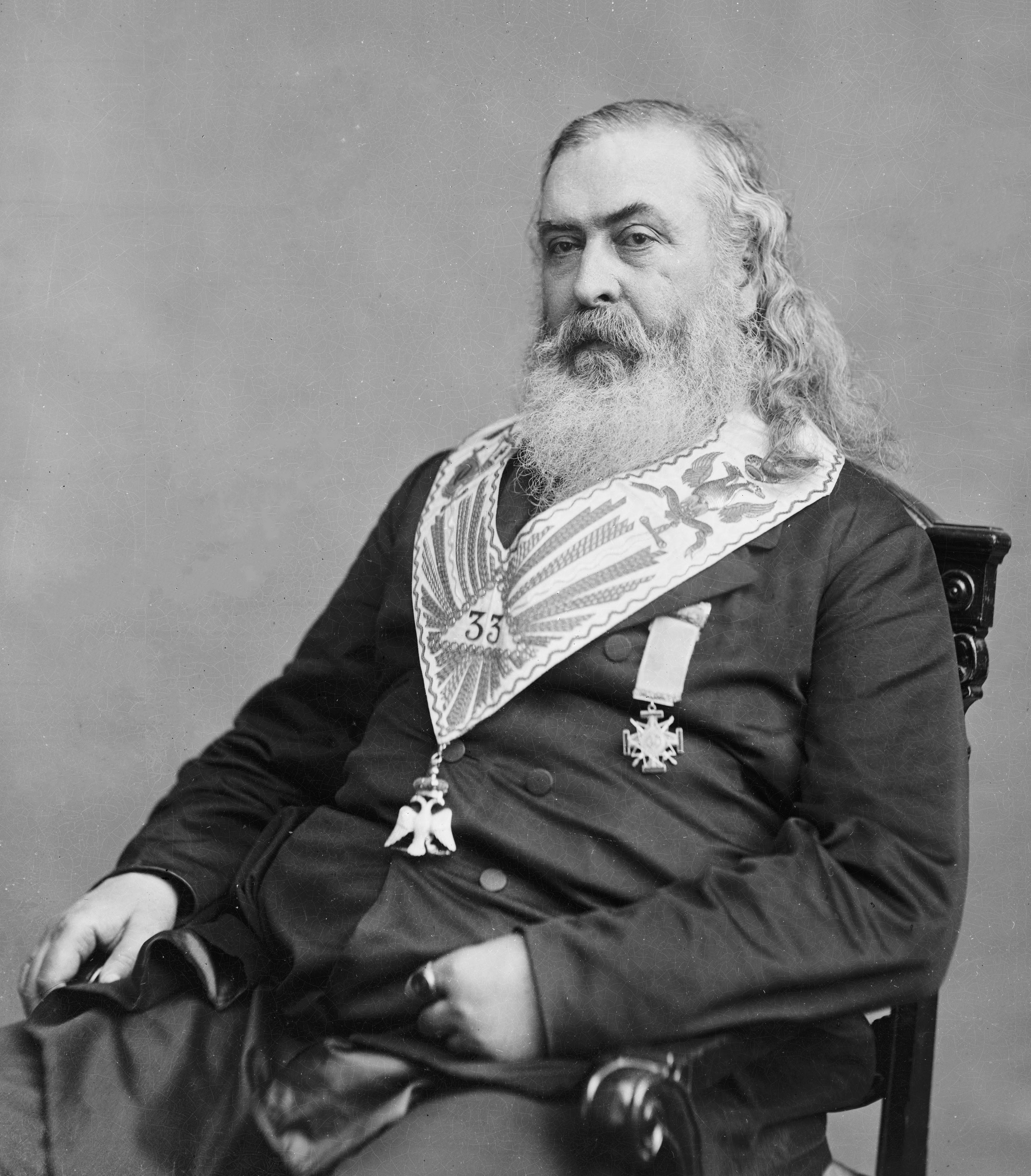
Albert Pike
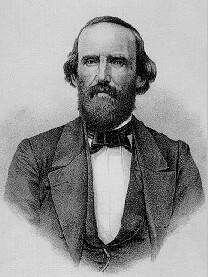
Benjamin McCulloch
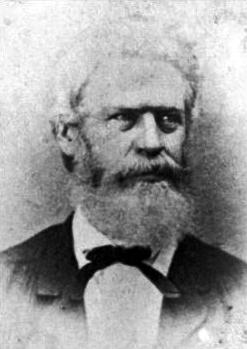
Douglas Hancock Cooper
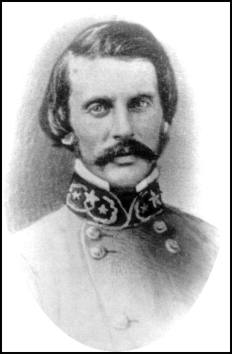
William Steele
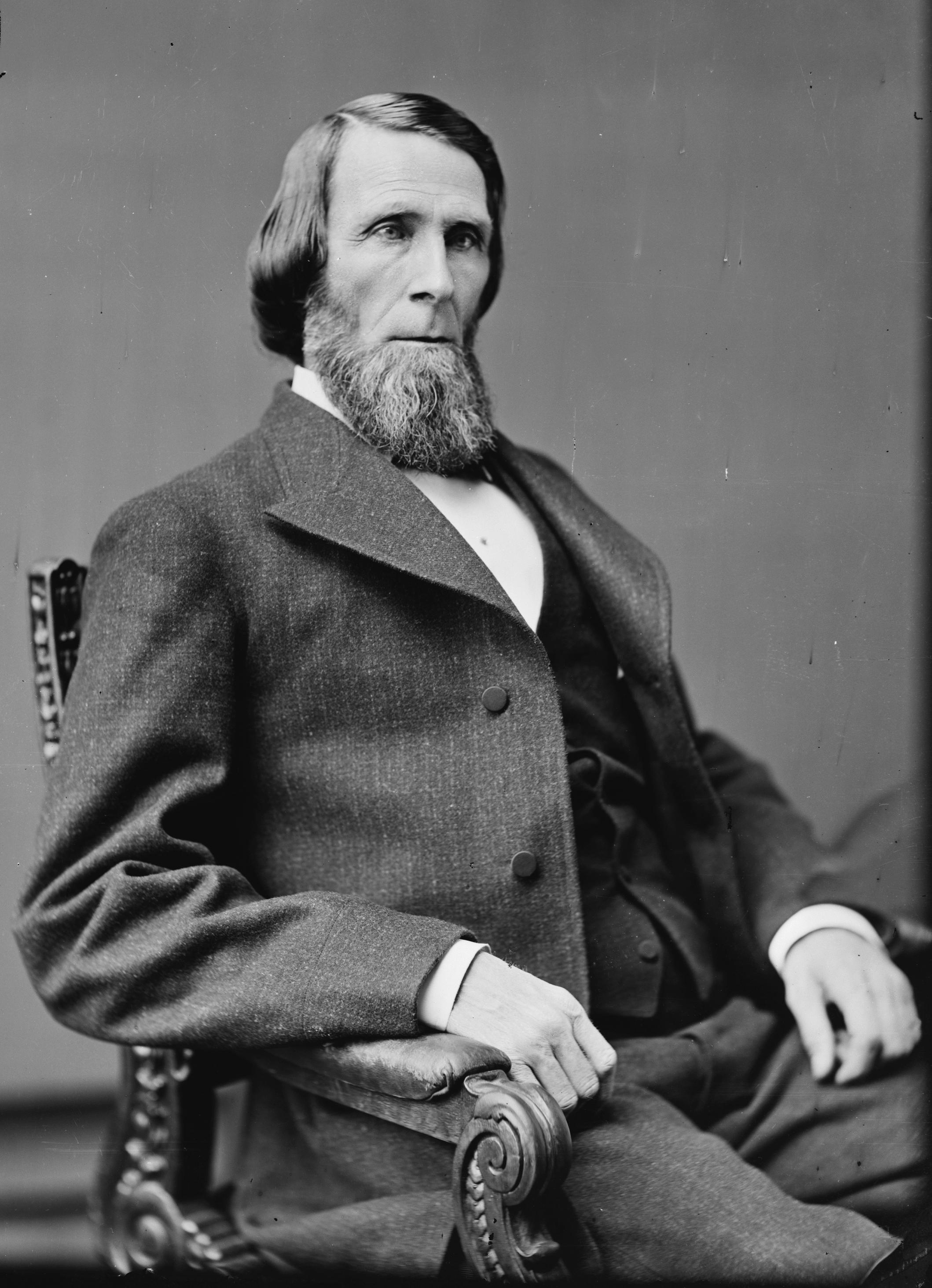
Samuel Bell Maxey

- Brigadier général Albert Pike (16 mars 1861 - ? 1862)
- Brigadier général Benjamin McCulloch (? - 7 mars 1862)
- Brigadier général Albert Pike (7 mars - 5 novembre 1862)
- Colonel Douglas H. Cooper (5 novembre 1862 - 8 janvier 1863)
- Brigadier général William Steele (8 janvier - 11 décembre 1863)
- Brigadier général Samuel B. Maxey (11 décembre 1863 - 21 février 1865)
- Brigadier général Douglas H. Cooper (21 février 1865 - avril 1865)